# 高元政
高 元政（コ・ウォンジョン、朝鮮語: 고원정、1956年1月16日 - ）は、大韓民国の小説家。
済州道（現・済州特別自治道）北済州郡（現・済州市）出身。慶熙大学校国文科卒業。1985年中央日報新春文芸に『巨人の眠り』が当選し文壇に登場した。
主な作品に『氷壁』、『最後の戒厳令』、『炬火（松明）』などがある。